# 仁懐市
仁懐市（じんかい-し）は中華人民共和国貴州省遵義市に位置する県級市。貴州省の西北部に位置し、赤水河の中流域にある。茅台酒が著名で、酒造業が市の財政の70％を占める。そのため中国の酒都と呼ばれる。

## 行政区画
下部に5街道、14鎮、1民族郷を管轄する。
- 街道
  - 塩津街道、中枢街道、蒼竜街道、壇廠街道、魯班街道
- 鎮
  - 長崗鎮、五馬鎮、茅壩鎮、九倉鎮、喜頭鎮、大壩鎮、三合鎮、合馬鎮、火石鎮、学孔鎮、竜井鎮、美酒河鎮、高大坪鎮、茅台鎮
- 民族郷
  - 後山ミャオ族プイ族郷

## 交通

### 航空
- 遵義茅台空港（中国語版）

### 道路
- 高速道路
  - 蓉遵高速道路
- 国道
  - G212国道

## 名所
- 茅台旅游区
- 塩津河景区
- 赤水河呉公岩旅游区、十里長灘風景区
- 四渡赤水紀念碑